# Gloriosa sessiliflora
Gloriosa sessiliflora là một loài thực vật có hoa trong họ Colchicaceae. Loài này được Nordal & Bingham miêu tả khoa học đầu tiên năm 1998.